# Yale Divinity School
Yale Divinity School (Szkoła Teologii Yale, Wydział Teologii Yale) – jedna z niezależnych szkół Uniwersytetu Yale oferująca studia w stopniu magistra, w mieście New Haven, w stanie Connecticut, kształcąca w zakresie najszerzej pojętych nauk teologicznych.

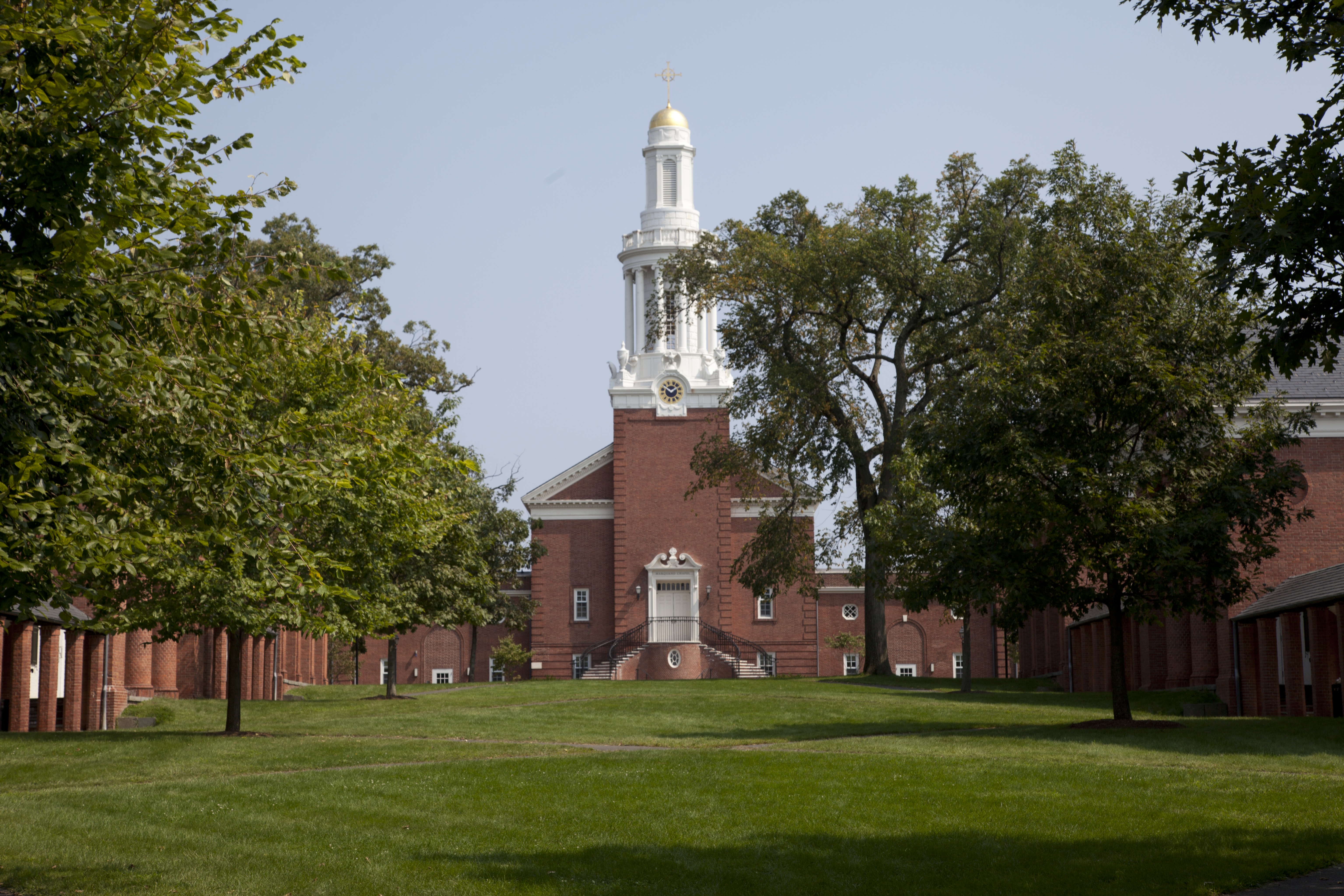
Obecny kampus Yale Divinity School.

Założona w 1822 roku jest drugą najstarszą szkołą teologii w USA i uważana za jedną z najbardziej prestiżowych wydziałów teologii protestanckiej w USA. Na początku XIX wieku słynęła z tzw. "New Divinity," w latach 70-90 XX wieku była centrum teologii postliberalnej. Na przestrzeni lat związanych z nią było wielu wybitnych teologów: Nathaniel Taylor, Richard H. Niebuhr, Hans Frei, George Lindbeck, Brevard Childs, Jaroslav Pelikan.
Choć historycznie uczelnia związana jest z tradycją kongregacjonalną (dziś Zjednoczonym Kościołem Chrystusa), pozostaje niezależna od jakiegokolwiek wyznania i kształci dziś studentów z ponad 40 wyznań.

## Historia

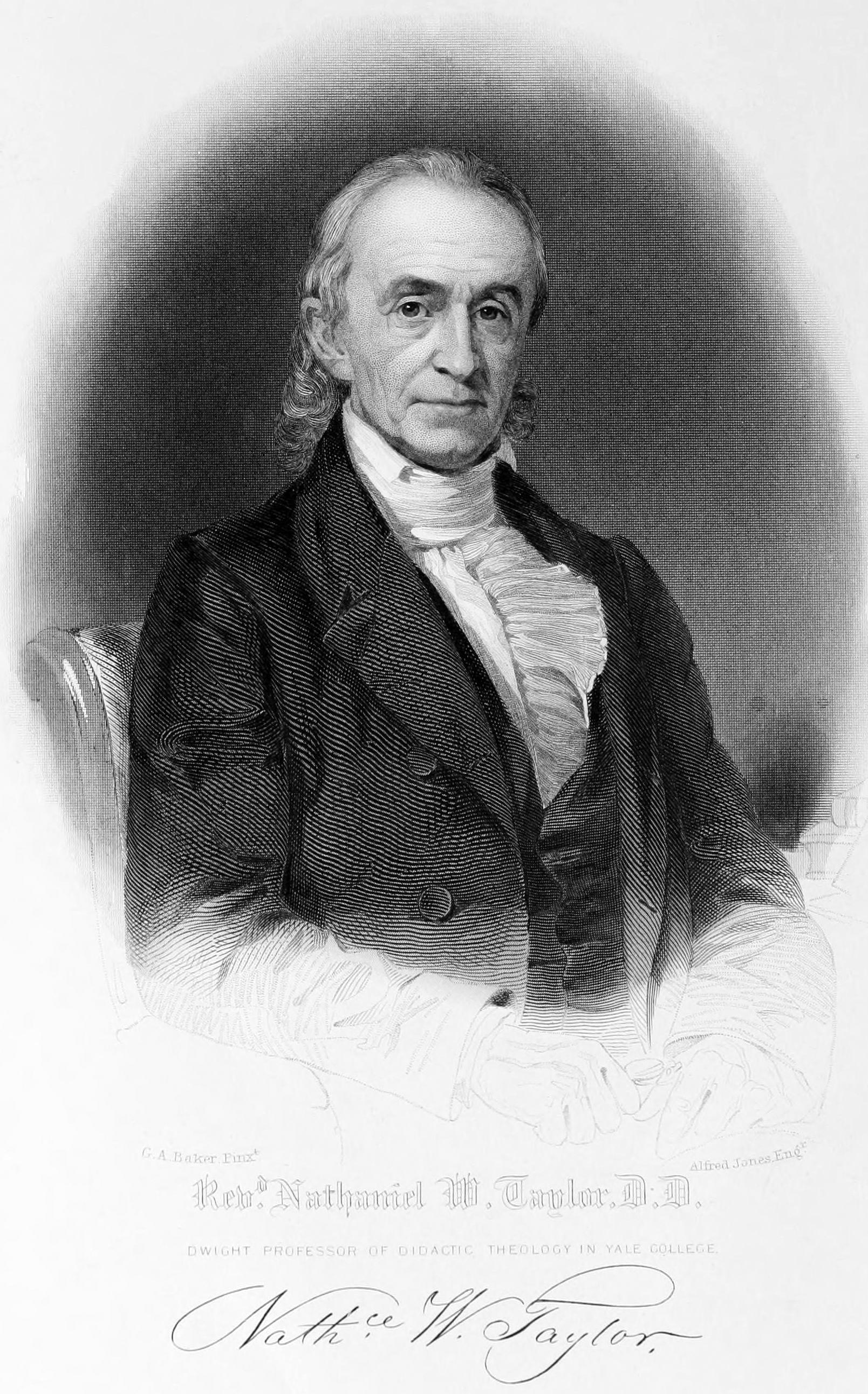
Nathaniel Taylor, pierwszy profesor Yale Divinity School

Uniwersytet w Yale założono w 1701 roku aby kształcić przyszłych pastorów kongregacjonalnych dla stanu Connecticut i aż do 1899 roku prezydentami Yale byli zawsze kongregacjonalni duchowni. Wraz z rozwojem uczelnie w 1746 roku ufundowano specjalną katedrę (professorship) dla nauczania teologii. W 1817 roku jej ówczesny przedstawiciel zaproponował by nauczanie teologii oddzielono od nauczania w collegu w formie pięciu lata i osobnego fakultetu. Negocjacje trwały kilka lat, szczególnie, że w 1818 roku oddzielono kościół kongregacjonalny od stanu Connecticut. Ostatecznie w 1822 powołano osobną Yale Divinity School. Na pierwszego profesora teologii dydaktycznej im. Timothy Dwighta, powołano pastora Center Church, Nathaniela Taylora (1786-1825). Pod jego energicznym przywództwem zatrudniono jeszcze dwóch profesorów teologii, a on i sama szkoła stała się centrum nurtu teologicznego zwanego "New Haven Theology." Wielu z absolwentów zostało misjonarzami w USA i za granicą, co dodatkowo wzmocniło jej splendor i reputację. W 1839 roku jej studenci zaangażowali się w pomoc zbuntowanym niewolnikom ze statku Amistad.
W 1834 roku studia teologiczne rozpoczął pierwszy czarnoskóry James Pennington (1807-1870) zbiegły niewolnik. Prawo stanowe nie pozwalało mu formalnie zostać studentem, ale władze szkoły zgodziły się by uczęszczał na wykłady. Pierwszy czarnoskóry student teologii Solomon Melvin Coles (1844-1924) ukończył szkołę na pełnych prawach w 1875.
Po śmierci Nathaniela Taylora szkoła nieco podupadła i dopiero w 1869 roku doczekała się własnych budynków razem z własną kaplica zaprojektowanych przez Richarda Morrisa Hunta. W 1929 roku kampus ten zburzono, a samą szkołę przeniesiono bardziej na północ, z daleka od głównego uniwersyteckiego kampusu, gdzie zaprojektowano nową siedzibę, którą zajmuje do dziś.
W 1907 roku pozwolono kobietom zapisywać się na niektóre zajęcia w szkole teologicznej, ale oficjalnie kobietom pozwolono zapisać się na wydział w 1932 – pierwsze dwie absolwentki ukończyły studia w 1935 roku, pierwsza czarnoskóra studentka ukończyła szkołę w 1935 roku. W latach 70 XX wieku zatrudniono pierwsze kobiety jako asystentki w teologii – pierwsze dwie kobiety zostały pełnoprawnymi profesorkami w 1983 i 1984 roku.
Szkoła ponownie rozkwitła od początku lat 50. XX wieku. Wykładali tutaj wtedy Richard H. Niehbur, Hans Frei, George Lindbeck i Jarsołav Pelikan. Yale Divinity School stała się wtedy centrum tzw. teologii postliberalnej (albo narratywnej), która dominuje w niej do dziś.
Choć kongregacjoniści pozostali głównym wyznaniem (ich pastorzy byli dziekanami szkoły do 1949 roku), w 1971 roku do szkoły przyłączyła się episkopalna (anglikańska) szkoła Berkley Divinity School. W 2002 roku dziekanem szkoły został po raz pierwszy w historii katolik, prof. Harry Attridge. W 2017 jej częścią stała się Andover Newton Theological School – najstarsze seminarium duchowne w USA.
Szkoła dziś liczy 300 studentów, z których połowa przygotowuje się do zawodu duchownego w różnych tradycjach, wywodzących się z ok. 40 wyznań chrześcijańskich i kilkunastu krajów na świecie. Pierwszy Polak ukończył magisterskie studia teologiczne w 2010 roku.

## Znani Absolwenci
Na przestrzeni wieków Yale Divinity School wydała wielu znanych absolwentów w dziedzinie teologii, polityki. Najbardziej znani to:
- William Sloan Coffin, kapelan Yale, działacz na rzecz ruchu rozbrojeniowego i praw LGBT
- Chris Coons, senator US
- Michael Curry, biskup i prymas kościoła episkopalnego w USA
- John Danforth, senator USA
- Serene Jones, teolożka, pierwsza prezydentka Union Theological Seminary w Nowym Jorku
- Stanley Hauerwas, teolog
- Sallie McFague, teolożka feministyczna i ekologiczna
- Letty McGee Street pierwsza kobieta wyświęcona na pastorkę w kościele episkopalnym
- Reinhold Niebuhr, teolog
- William Placher, teolog
- John Shelby Spong, biskup episkopalny, działacz praw LGBT
- William Willemon, teolog, biskup kościoła metodystycznego

## Byli i obecni profesorowie
- Nathaniel Taylor
- Lyman Beecher
- George Day
- Richard H. Niebuhr
- Roland Bainton
- Hans Willhelm Frei (urodzony we Wrocławiu)
- Brevard Childs
- George Lindbeck
- Jaroslav Pelikan
- Nicholas Wolterstorff
- Henry Nouwen
- Serene Jones
- Bruce Gordon
- Kathryn Tanner